# Šavásana

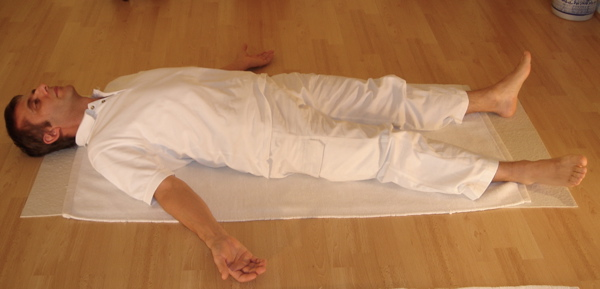
Šavásana

Šavásana (शवासन) neboli mrtvola je jednou z relaxačních ásan.

## Etymologie
Název pochází ze slova šava (शव) "mrtvola" a ásana (आसन) "pozice/posed".

## Popis
1. Lehnout si na záda, paže od těla a dlaně směřují nahoru.
2. Paty položit na okraj podložky a nechat spadnout, špičky volně do stran.
3. Bradu zasunout do hrudní jamky.